# Plagodis violacea
Plagodis violacea là một loài bướm đêm trong họ Geometridae.